# (36617) 2000 QJ150
2000 QJ150 (asteroide 36617) é um asteroide da cintura principal. Possui uma excentricidade de 0.12962280 e uma inclinação de 6.85394º.
Este asteroide foi descoberto no dia 25 de agosto de 2000 por LINEAR em Socorro.